# Арапонга
Арапонга (Procnias) — рід горобцеподібних птахів родини котингових (Cotingidae).

## Поширення
Рід поширений в Південній і Центральній Америці. Мешкає у тропічних або субтропічних вологих лісах, часто в низьких горах або передгір'ях.

## Опис
Види цього роду є великими котингами, розміром близько 28 см у довжину у самців і 27 см для самиць. Для них характерний чіткий статевий диморфізм. Самці мають переважно біле оперення з бородою або голим підборіддям і шкірою горла. Самці мають дуже гучні, глибокі голоси, які лунають далеко в джунглях. Самиці позбавлені бороди і голої шкіри, а оперення у них переважно оливкове з жовтуватими прожилками. Харчуються фруктами.

## Види
У роді описано 4 види:
- Арапонга руда (Procnias tricarunculatus)
- Арапонга біла (Procnias albus)
- Арапонга чорнокрила (Procnias averano)
- Арапонга голошия (Procnias nudicollis)